# Warren (Maine)
Warren es un pueblo ubicado en el condado de Knox en el estado estadounidense de Maine. En el Censo de 2010 tenía una población de 4.751 habitantes y una densidad poblacional de 37,63 personas por km².

## Geografía
Warren se encuentra ubicado en las coordenadas 44°7′43″N 69°14′36″O / 44.12861, -69.24333. Según la Oficina del Censo de los Estados Unidos, Warren tiene una superficie total de 126.26 km², de la cual 120.36 km² corresponden a tierra firme y (4.67%) 5.9 km² es agua.

## Demografía
Según el censo de 2010, había 4.751 personas residiendo en Warren. La densidad de población era de 37,63 hab./km². De los 4.751 habitantes, Warren estaba compuesto por el 95.31% blancos, el 1.7% eran afroamericanos, el 0.67% eran amerindios, el 0.44% eran asiáticos, el 0% eran isleños del Pacífico, el 0.53% eran de otras razas y el 1.35% pertenecían a dos o más razas. Del total de la población el 1.01% eran hispanos o latinos de cualquier raza.